# دوباروا، ایوانئیتسا
دوباروا (به صربی: Dubrava) یک روستا در صربستان است که در ایوانئیتسا واقع شده‌است.
 دوباروا ۲۸٫۱۳ کیلومتر مربع مساحت و ۱٬۶۹۵ نفر جمعیت دارد.